# Byrsonima melanocarpa
Byrsonima melanocarpa är en tvåhjärtbladig växtart som beskrevs av Adolpho Ducke. Byrsonima melanocarpa ingår i släktet Byrsonima och familjen Malpighiaceae. Inga underarter finns listade i Catalogue of Life.